# Statue

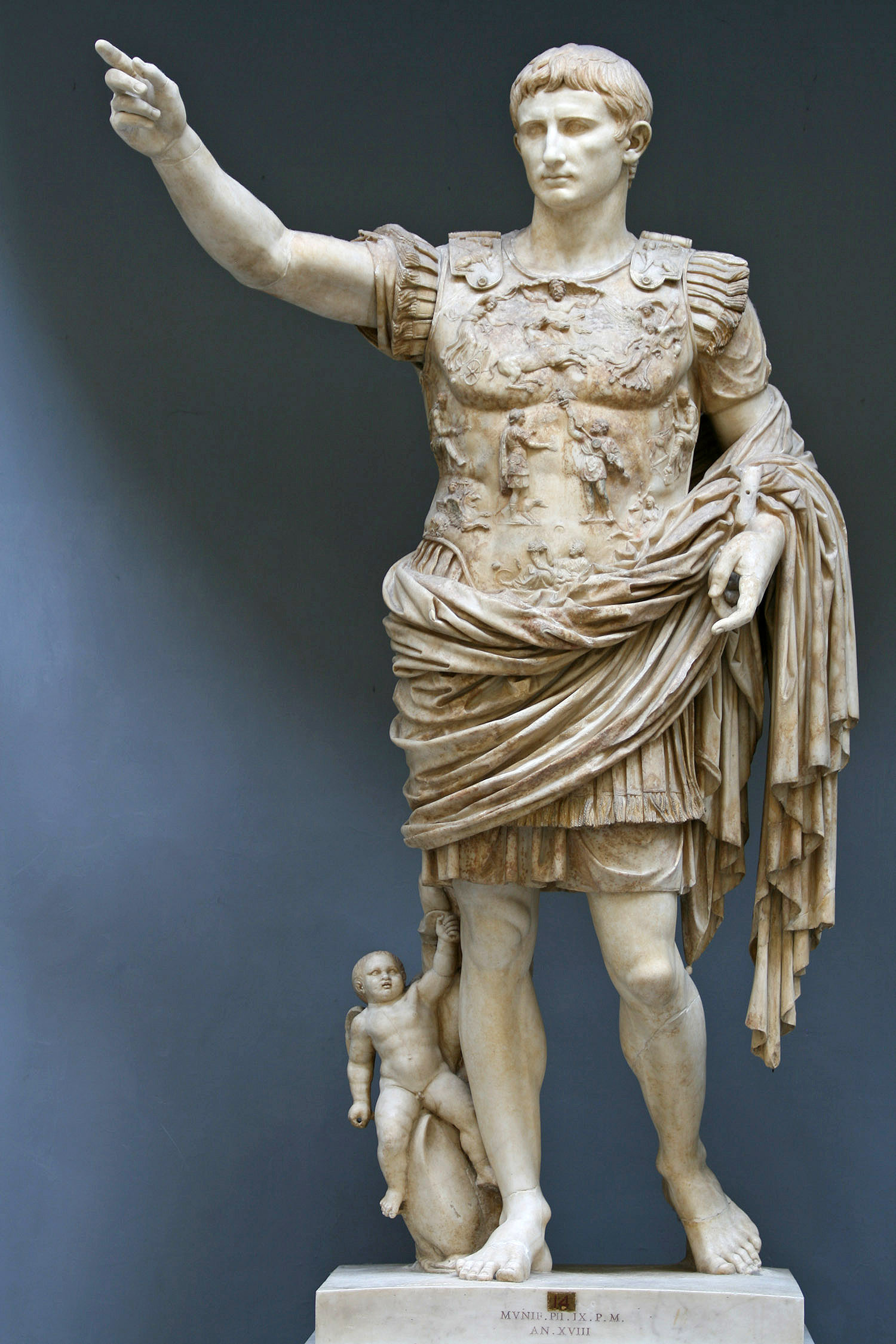
Klassische Statue: Augustus von Primaporta

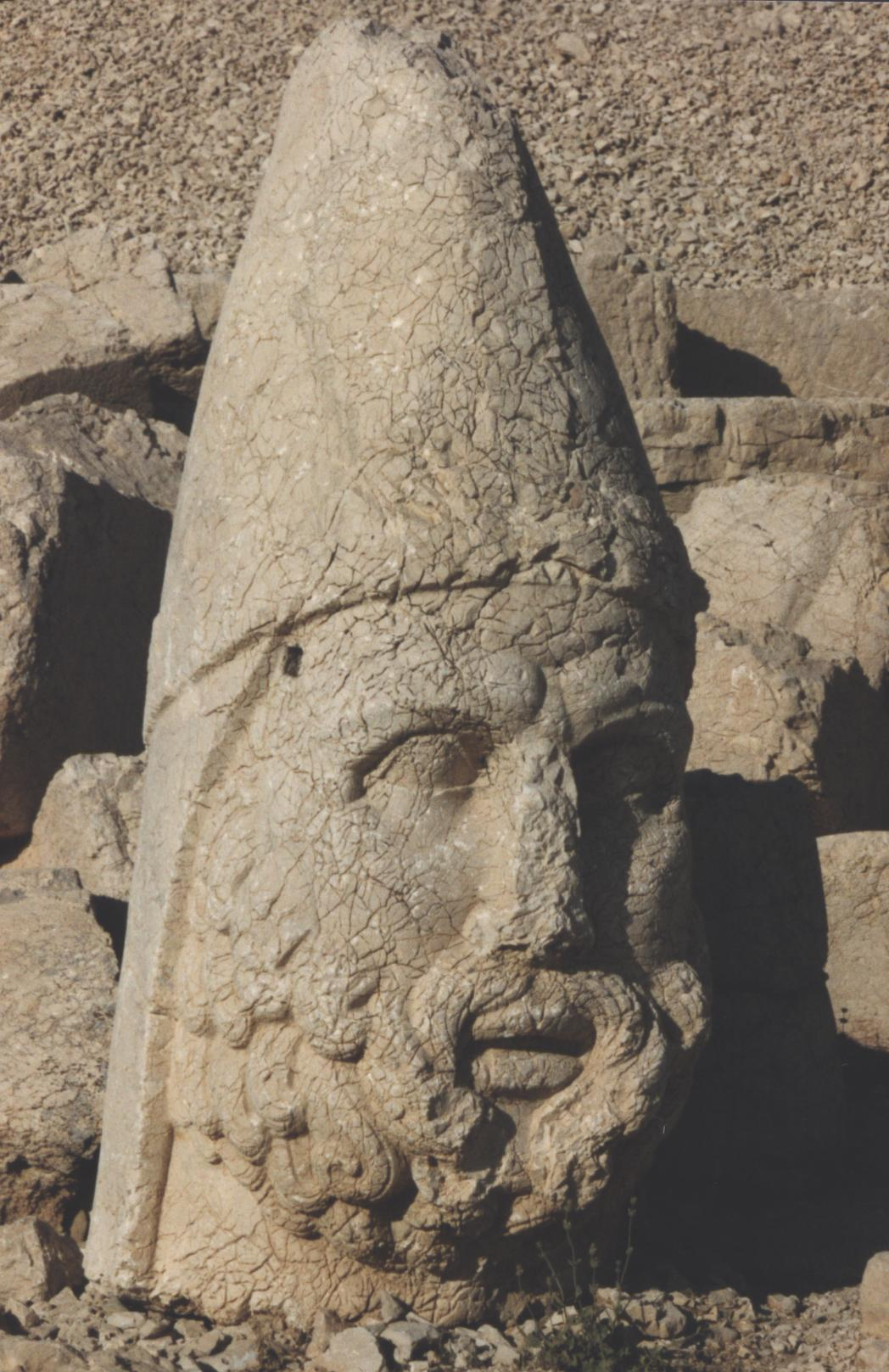
Königskopf auf dem Berg Nemrut, Bruchstück einer Monumentalstatue

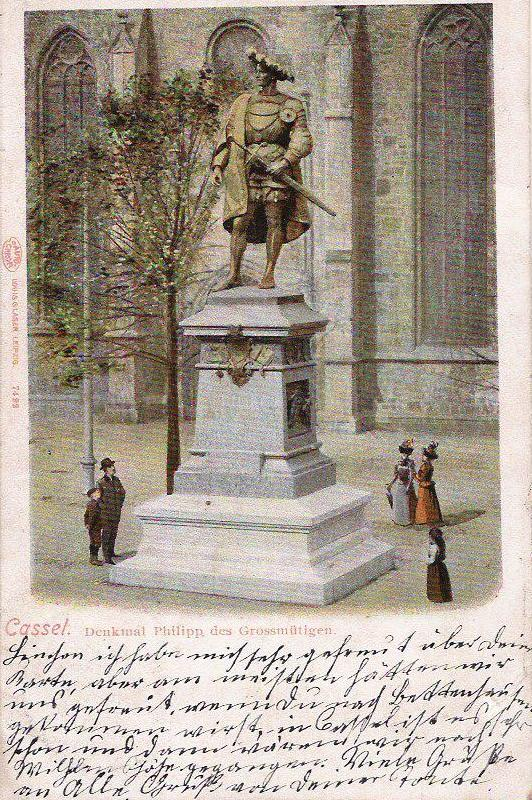
Statue des Landgrafen Philipp von Hessen, 1898

Eine Statue oder Standbild ist eine in der Regel von einem Bildhauer geschaffene freistehende Skulptur oder Plastik, die eine Person, eine göttliche Figur oder ein Tier darstellt. Die Bezeichnung Statue wird gewöhnlich für Darstellungen in (ungefähr) natürlicher Größe und für überlebensgroße Figuren verwendet. Deutlich kleinere Figuren werden als Statuette oder Figurine bezeichnet. Sehr große Statuen werden als Monumentalstatue oder Kolossalstatue bezeichnet. 
Der Hauptzweck ist die symbolbehaftete Repräsentation. 
Sonderformen sind die Sitzstatue (auch Sitzbild genannt) und die Reiterstatue (auch Reiterstandbild genannt). Von Büsten und Hermen unterscheiden sich Statuen dadurch, dass sie in der Regel den ganzen Körper darstellen. Das Standbild ist ferner vom Gisant („Liegebild“) zu unterscheiden. 

## Funktionen der Statue
Viele Statuen werden als Denkmal zum Gedächtnis eines historischen Ereignisses errichtet oder des Lebenswerkes eines Menschen. Statuen symbolisieren insofern auch Macht. In einzelnen Fällen kann es zu einem mehr oder weniger starken Personenkult kommen, teilweise noch zu Lebzeiten der verehrten Person. Dabei handelt es sich um eine in religiöse Dimensionen ragende bzw. die Religion ersetzende Verehrung von Führer- oder Gründerfiguren. Der Bismarck-Kult im Deutschen Reich, der postume Lenin-Kult, der bereits zu Lebzeiten einsetzende Stalin-Kult sind bekannte Beispiele. In jüngster Zeit hören wir eher von Personenkult in kleineren, diktatorisch regierten Ländern Asiens oder Afrikas, z. B. den Kult um Kim Il-Sung in Nordkorea oder den Personenkult um Saddam Hussein im Irak. Bis in jüngste Zeit war aber auch in Europa Personenkult keine seltene Erscheinung und war nicht nur in Diktaturen zu beobachten.
Der Sturz der Statue lebender Menschen soll dessen persönlichen Sturz besiegeln oder vorwegnehmen (siehe das Schicksal der Hussein-Statue auf dem Firdaus-Platz in Bagdad während des Irakkrieges und die Reaktion der Kriegsgegner mit einer improvisierten Bush-Statue bei der Demonstration in London 2003).
Deutschland erlebte während des Kaiserreiches 1871–1918 einen regelrechten Denkmalboom. Zu Ehren Kaiser Wilhelms I. wurde nach dessen Tod 1888 eine große Zahl von Statuen und Reiterstandbildern errichtet, und um den 1890 entlassenen Reichskanzler entwickelte sich geradezu ein Bismarck-Kult. Bis 1914 wurden mindestens 500 Bismarck-Denkmäler jeglicher Art errichtet: Gedenksteine, Porträtbüsten, Standbilder und Reliefs sowie die Bismarcktürme. Standbilder und Büsten waren meist in den Städten zu finden, die seit 1898 in großer Zahl gebauten Bismarck-Türme meist außerhalb von Städten auf Anhöhen. Die bekanntesten Bismarck-Denkmäler waren das Bismarck-Nationaldenkmal in Berlin und das Bismarck als Roland darstellende Denkmal in Hamburg.
Statuen sind auch Teil der öffentlichen Kunst und werden meist unter freiem Himmel aufgestellt, vor allem in Parkanlagen und vor öffentlichen Gebäuden. Dabei wird wohl an die Erbauung der Passanten gedacht, also eine Verbesserung der allgemeinen Wohn- und Lebensqualität der Menschen beabsichtigt. 
Vor allem aber dienen die von öffentlichen Stellen im öffentlichen Raum – also in Parks, vor öffentlichen Gebäuden wie Bibliotheken, Museen, Ministerien etc. – aufgestellten Statuen aber politischen Zielsetzungen, wie der Erzeugung eines bestimmten politischen Bewusstseins. Vor allem in Diktaturen soll durch diese Form der politischen Inszenierung die Verehrung der mit Hilfe der Statue dargestellten Person erreicht werden, um Herrschaft zu stabilisieren. Statuen werden häufig auf Anhöhen oder hohen Podests errichtet, um den Betrachter zum „Aufblicken“ zu veranlassen. Diese Art der politischen Inszenierung ist aber nicht ausschließlich auf Diktaturen beschränkt: In den eher demokratisch geprägten westeuropäischen Staaten, aber auch in den USA und in Japan können wir in der Moderne Personenkult beobachten, in dessen Zentrum die Repräsentanten der „Nation“ – ob ferne, antike Vorfahren und Ahnen (Hermannsdenkmal in Deutschland), Gründerfiguren (Bismarck-Kult), rezente Repräsentanten aus Politik und Kultur sowie Symbolfiguren – oder sogenannte Nationalhelden stehen. Häufig handelt es sich hier um einen pluralistischen, also auf eine Vielzahl von Personen bezogenen Personenkult, nicht um einen Personenkult um eine einzige Person.

## Bekannte Statuen
- Nike von Samothrake
- Venus von Milo
- Apollo von Belvedere
- Reiterstatue Marc Aurels
- Bamberger Reiter

Siehe auch Kolossalstatue